# Новоникольское (Тюменская область)
Новоникольское — село в Нижнетавдинском районе Тюменской области, центр сельского поселения Новоникольское. Названо, скорее всего, по Никольской церкви, ранее располагающейся в селе.
В селе функционирует фельдшерско-акушерский пункт, имеется одноимённая автобусная остановка для рейсовых автобусов № 508 и № 608.

## Расположение
Село расположено у реки Иска. Ближайшие населённые пункты — на востоке примыкает деревня Герасимовка, на юге расположены посёлок Ахманский и деревня Весёлая Грива.

## Население
| 2010 |
| ---- |
| 175  |

## История
Село названо, скорее всего, по Никольской церкви, ранее располагающейся в селе.

## Новейшая история
В 2006 году Новоникольская средняя школа была закрыта, обучение было перенесено в школу деревни Весёлая Грива, находящуюся в 16 км.